# Johan Aantjes
Johan Aantjes (Utrecht, 6 mei 1958) is een voormalig Nederlandse waterpolospeler.
Aantjes nam eenmaal deel aan de Olympische Spelen in 1984. Het Nederlands team eindigde op een zesde plaats. Van 1999 tot 2003 was Aantjes bondscoach van het Nationale herenteam. Na een teleurstellende elfde plaats op het Europees Kampioenschap nam hij afscheid. In 2006 begon hij opnieuw aan de klus van bondscoach. In 2013 kwam een einde aan zijn tweede termijn.  
In 2014 is Aantjes gestart met een bedrijf, dat opleidingen verzorgt in de zwemsport.
Vanaf augustus 2021 was Aantjes hoofdtrainer van de herenselectie van BZC Brandenburg, na eerder bij de club zijn trainerscarrière begonnen te zijn als trainer/coach van de herenselectie in 1984 en later met de dames landskampioen is geworden in 2006. 
In juli 2022 is Johan Aantjes aangesteld als nieuwe hoofdtrainer en coach van de herenselectie van UZSC. Aantjes zal zich ook gaan bezighouden met de jeugd en de jeugdopleiding.
In 2024 is Johan Aantjes gestopt met zijn bedrijf SportGrowTalent. Hiermee kwam  er ook een einde aan een veertig jarige carrière als trainer/ coach. 
Als speler was hij actief op het WK 1982, het EK 1983 en de OS 1984. Als coach was hij actief op zes EK,s, één WK, één Universiade en de Olympische Spelen van Sydney in 2000. 
Johan Aantjes heeft als clubcoach gewerkt bij Brandenburg, Nereus, AZ&PC, GZC Donk,ZV de Zaan en UZSC.
Als talenten coach was hij actief bij Nationale Jeugdteams, WOC TalentCentraal, TOP GZC Donk, UZSC waterpoloschool en het RTC midden. 
Johan Aantjes · 
Stan van Belkum · 
Wouly de Bie · 
Ton Buunk · 
Ed van Es · 
Anton Heiden · 
Nico Landeweerd · 
Aad van Mil · 
Ruud Misdorp · 
Dick Nieuwenhuizen · 
Eric Noordegraaf · 
Roald van Noort · 
Remco Pielstroom